# Pivalinsav
A pivalinsav egy szerves karbonsav. Nevét a pinakolinból(en) és a pivalinsavval izomer valeriánsavból kapta.
A szervezetben lassan bomló észterek előállítására használják a gyógyszerek biológiai hasznosulásának javítására (prodrug, pl. pivampicillin(en)).
Szerves kémiai szintézisekben az alkoholok védő csoportja. Vinil-alkohollal alkotott észterének polimerjeiből magasfényű lakkokat állítanak elő.

## Felhasználása prodrugokban
A pivalinsavat tartalmazó prodrugok a vér karnitin-szintjének csökkenéséhez vezetnek.
A pivalinsavat a szervezet sejtjei először egy pivaloil-koenzim-A tioészterré alakítják, mely pivaloil-CoA-vá alakul, majd pivaloil-karnitin formájában a vizelettel ürül ki a szervezetből. A karnitin szerepe ebben az esetben a szervezet méregtelenítése a pivalinsavtól. A táplálékkal felvett és a szervezet által előállított karnitin mennyisége produg szedésekor túl kevés lehet: ez okozza a fenti súlyos mellékhatást.

## Előállítás
- Pinakolinból(en) keletkezik oxidáció révén:

- Nagyiparilag Koch-féle szintézissel(en) izobutilénből 100 °C alatt, megnövelt szénmonoxid-nyomáson:

- terc-butil-magnézium-kloridból[3] és szén-dioxidból.